# DNf (Inschrift)

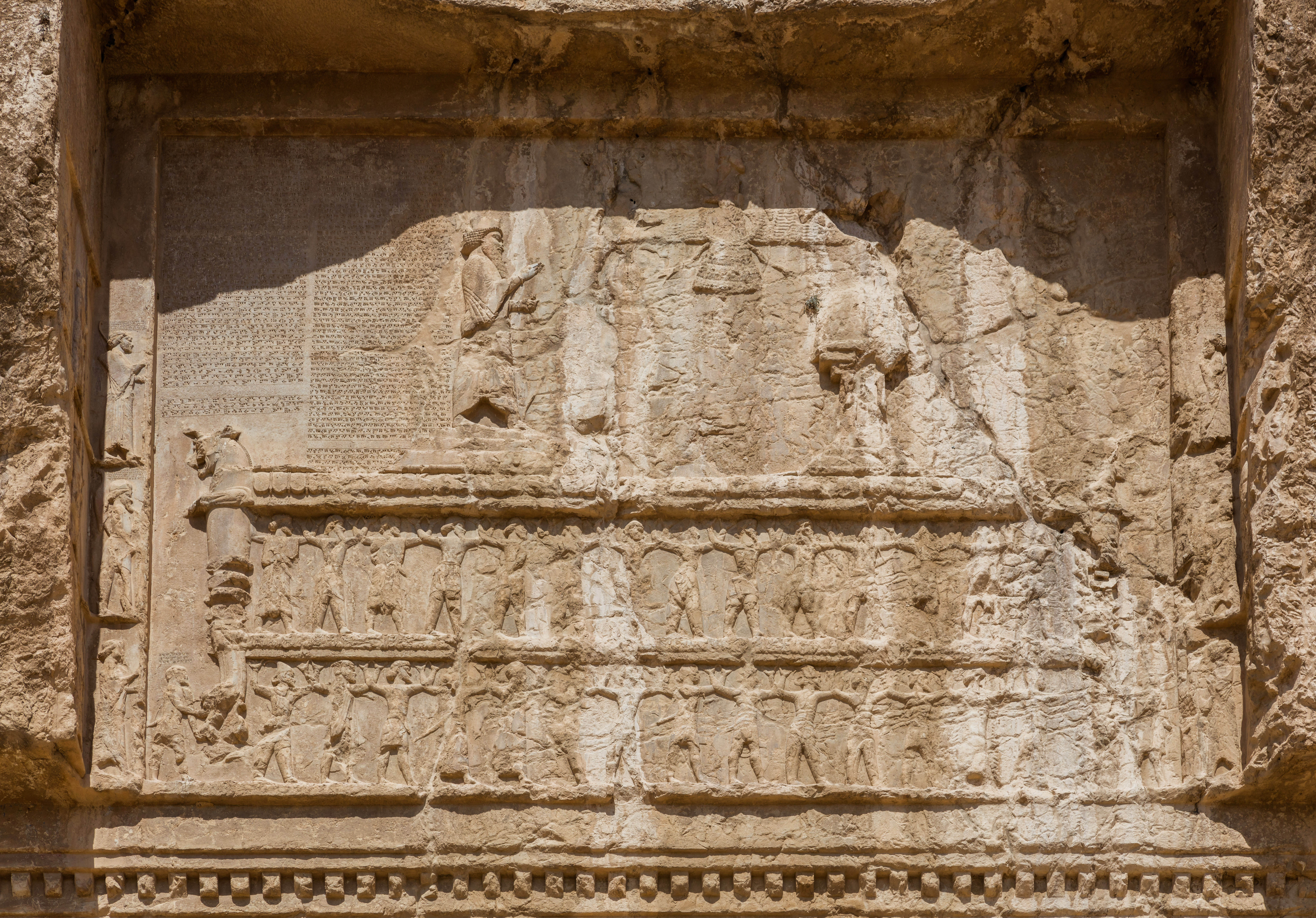
Auf der rechten Seite des Oberen Registers die übereinander stehenden drei Figuren mit der Inschrift DNf oberhalb der obersten Figur

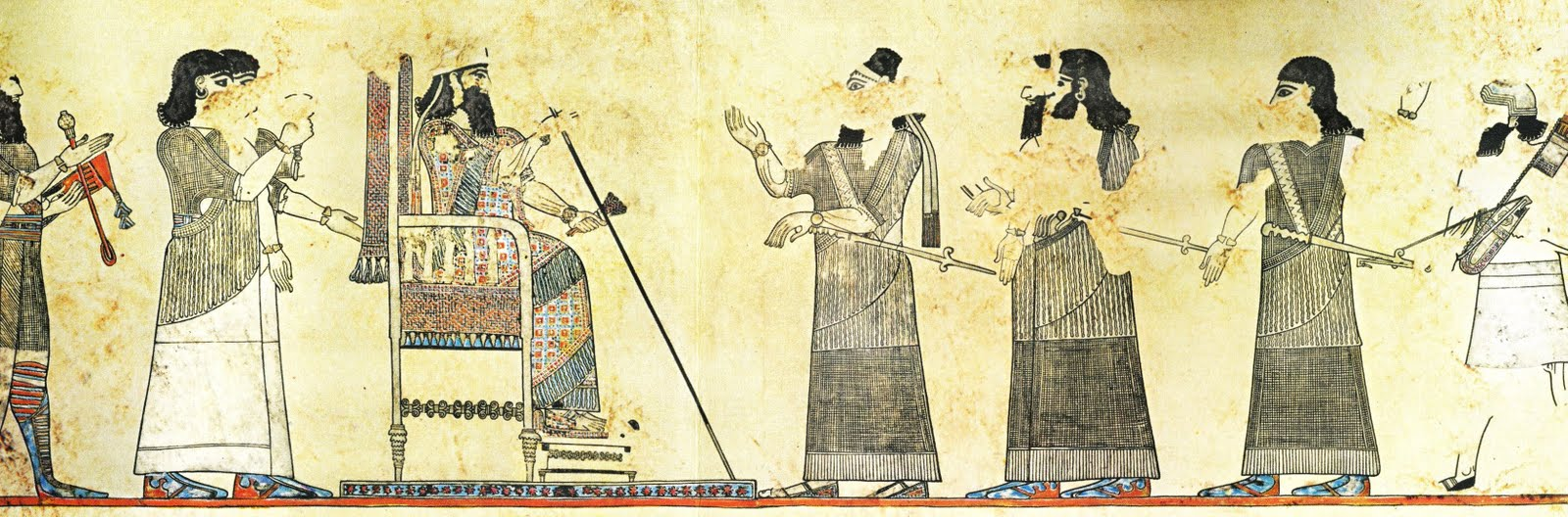
Neuassyrische Wandmalerei von Til Barsip mit ähnlicher Handposition wie bei der obersten Figur auf der rechten Seite des Grabs mit der Inschrift DNf

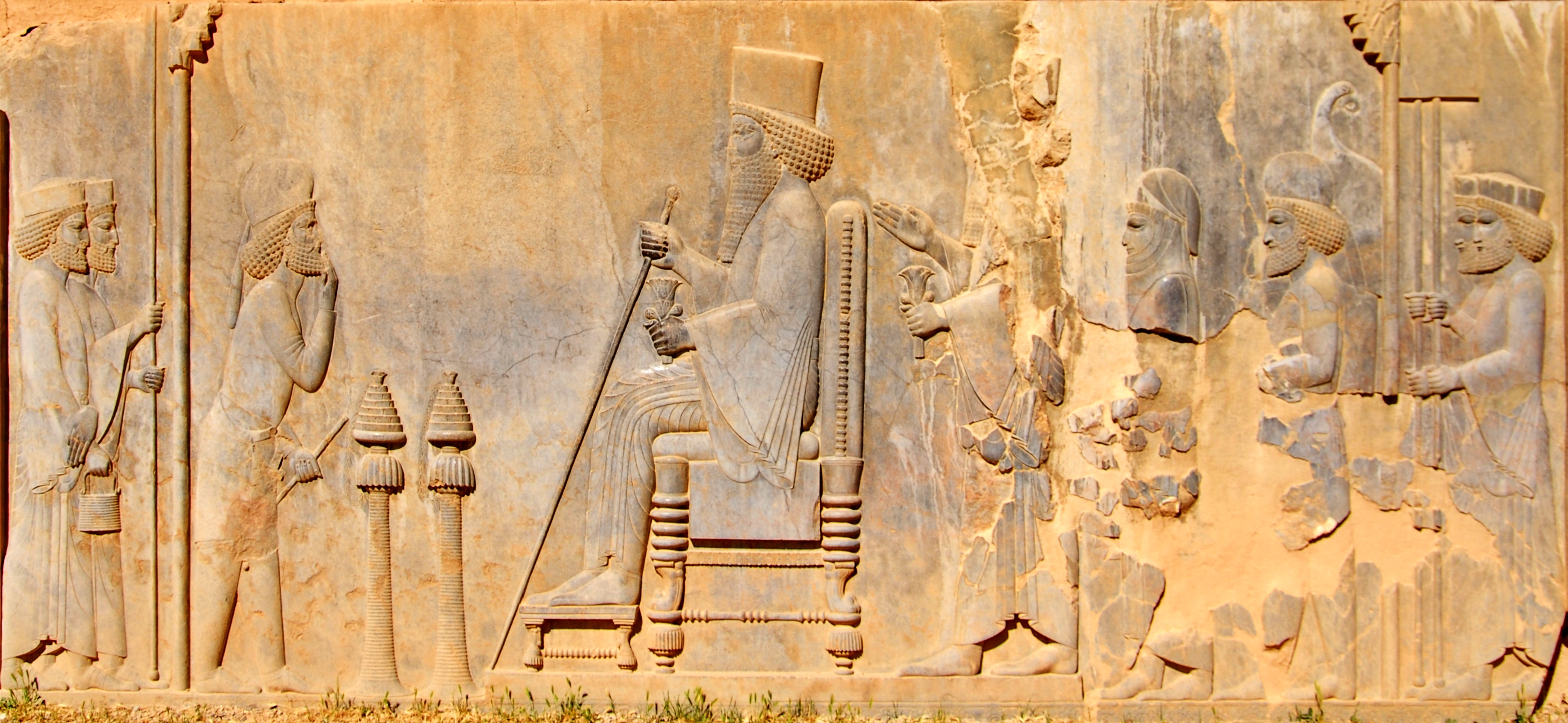
Ähnliche Handbewegung einer Figur in der Thronhalle in Persepolis, westlicher Eingang in der nördlichen Mauer

DNf ist die Abkürzung einer Inschrift von Dareios I. (D). Sie wurde in Naqsch-e Rostam (N) entdeckt und von der Wissenschaft mit einem Index (f) versehen. Die Inschrift liegt in altpersischer, elamischer und babylonischer Sprache vor.

## Inhalt
„[Personal Name, Pati]schorian, invokes blessing upon Darius the King“

„[Name der Person, der Patei]schorier, ruft den Segen für den König Dareios“

## Beschreibung
DNf ist eine dreisprachige Inschrift in der vertikalen Reihe von mehreren Figuren auf der rechten Seite und wird als Beischrift zur obersten Figur verstanden. Die Inschrift hat vier Zeilen. Die obersten zwei Zeilen sind der altpersischen Sprachversion vorbehalten, die dritte Zeile der elamischen und die vierte Zeile der babylonischen. Etwa ein Drittel der Inschrift auf der linken Seite und mehrere Zeichen sind zerstört. Die Keilschriftzeichen enthalten Überreste von blauen Pigmenten, die als Ägyptisch Blau bezeichnet werden. Die Farbüberreste wurden auch bei den anderen Inschriften in Naqsch-e Rostam gefunden.

## Forschungsgeschichte
Die rechte Seite des Grabs von Dareios I. erhielt lange Zeit nicht die gleiche Aufmerksamkeit wie die Hauptinschriften DNa und DNb und die besser erhaltenen Figuren von Aspathines und Gobryas. Erst 2001 wurde die Inschrift DNf von der Parse-Pasargadae Research Foundation von Schmutz befreit und sichtbar gemacht. Da die Entdeckung nicht gemeldet wurde, dauerte es bis zu ihrer Wiederentdeckung 17 Jahre. Der Grund für die lange Zeit dazwischen sind die Lichtverhältnisse, die den rechten Teil des Grabs selten in Licht tauchen und mit Schatten verhüllen. Der Wissenschaftler Mojtaba Doroodi von der Universität Schiras und der Fotograf Mohammad Ali Mosallanezhad entdeckten 2018 die Inschrift bei einem Besuch der Stätte und „waren zur richtigen Zeit am richtigen Ort“, als die Schatten ihr kürzestes Bild auf die Ecke warfen. Nach der Bestätigung durch Soheil Delshad von der Freien Universität Berlin, dass es sich um eine neue Inschrift handle, wurde diese 2019 von den beiden Wissenschaftlern veröffentlicht.

## Rezeption
Durch die teilweise Zerstörung der Inschrift ist der Eigenname vollständig verloren, aber es gibt Hinweise, dass es sich um eine männliche Person handelt. Die Volksbezeichnung Pateischorier ist ebenfalls größtenteils verloren. Über die Inschrift DNc und elamische Texte des Festungsarchivs von Persepolis konnte das Wort rekonstruiert werden. Durch gemeinsame Eigenschaften mit den Darstellungen und Inschriften auf der linken Seite des Grabs nimmt man an, dass die Person einen ähnlichen Status wie Aspathines und Gobryas am Hof des Dareios I. innehatte.
Eine Besonderheit der Inschrift ist die Verwendung eines Verbs, das beschreibt, was die Figur tut. Es hat sich gezeigt, dass die einzelnen Sprachversionen keine synonymen Übersetzungen der jeweilig anderen sein müssen und Unterschiede der Versionen speziell bei Verben beobachtet werden können. Mit den Herleitungen des Verbs aus den jeweiligen drei Sprachversionen und den daraus folgenden Abgleichungen könnte das altpersische Wort „grüßen, segnen“ bedeuten und eine Handlung beschreiben, die an den König gerichtet ist.
Ikonografische Untersuchungen unterstützen die Ergebnisse der Sprachforschung. Im Gegensatz zu den Reliefs auf der linken Seite des Grabs tragen die Figuren auf der rechten Seite keine Waffen. Alle drei Figuren führen eine Geste mit der linken Hand aus, indem sie diese zum Mund führen, die Handfläche gegen das Gesicht gewendet. Die Geste ist bereits von den Wanddarstellungen aus Til Barsip aus der neuassyrischen Periode bekannt. Sie kann für die Zeit von Dareios I. an den Durchgängen zur Thronhalle in Persepolis mit einer direkten Präsenz des Königs beobachtet werden wie auch in zeremoniellen Prozessionen, die von Siegeln von den Verwaltungsarchiven von Persepolis überliefert sind. Der König, der noch zu Lebzeiten sein Grab bauen ließ, und seine Architekten übertrugen bewusst eine Geste von einem Kontext, der primär ein religiöser war, zu einer ritualisierten Kulisse mit religiöser, gesellschaftlicher und politischer Bedeutung.